# Jorge Mendonça
Jorge Pinto Mendonça, detto Jorge Mendonça (Silva Jardim, 6 giugno 1954 – Campinas, 17 febbraio 2006), è stato un calciatore brasiliano, di ruolo attaccante.

## Biografia
Jorge Mendonça nacque a Silva Jardim il 6 giugno 1954 da una famiglia numerosa; in tutto i figli erano sei. Suo padre Onofre Mendonça, appassionato di calcio, lo incoraggiò ad intraprendere la carriera calcistica. Dopo il ritiro divenne locatore; divorziato dalla moglie, mantenne comunque i contatti con i figli Cristiana, Fabian e Jorge Júnior. Il 16 febbraio 2006 fu ricoverato nell'ospedale Mário Gatti di Campinas, ove risiedeva, e lì morì di infarto il giorno dopo alle 8:20 del mattino. Venne sepolto nel cimitero di Asasias.

## Caratteristiche tecniche
Giocava come attaccante; ha segnato quasi cento reti nel Campeonato Brasileiro Série A e 375 in totale, classificandosi, secondo la rivista Placar, al 26º posto nella classifica dei migliori marcatori di nazionalità brasiliana. I suoi punti di forza erano la precisione del tiro, effettuato solitamente con il piede destro, e il senso della posizione, nonché un'abilità fuori dal comune nei passaggi filtranti. Molti credevano che, se avesse avuto maggior volontà ed impegno, sarebbe potuto diventare uno dei più grandi calciatori brasiliani di sempre (Alemão, ex-centrocampista del Napoli, lo ritiene "il calciatore più sottovalutato" di quella generazione), ma lo stesso Mendonça dichiarò che la sua scarsa propensione all'intervento deciso derivava da un episodio capitatogli all'età di diciassette anni, quando durante una partita, ruppe la gamba ad un amico con un tackle particolarmente energico, e che tale avvenimento condizionò il suo stile di gioco ed i contrasti.

## Carriera

### Club
Grazie alla conoscenze del padre, che conosceva l'ex presidente del Bangu, Carlos de Andrade, venne inserito nel settore giovanile del club e debuttò in prima squadra nel 1973, segnando 15 reti nel campionato Carioca, gli stessi di Dadá Maravilha. Grazie a questo risultato, Mendonça si trasferì al Náutico, squadra dello Stato di Pernambuco, e già alla prima stagione vinse il titolo di capocannoniere del campionato Pernambucano con 24 reti.
Tutte le buone prestazioni di cui si rese protagonista suscitarono l'interesse del Palmeiras, che lo acquistò insieme a Vasconcelos, suo vecchio compagno di squadra. L'imminenza del ritiro di Ademir da Guia e la partenza dell'altro attaccante Leivinha per l'Europa convinsero la dirigenza a puntare su Jorge Mendonça, che debuttò il 6 marzo 1976 contro la Ferroviária nel campionato Paulista. L'ultima partita con il club la disputò il 30 gennaio 1980 contro il Corinthians, dopo aver segnato un totale di 104 reti.
Dopo il Palmeiras, giocò nel Vasco da Gama dove segnò otto reti in sedici partite, prima di trasferirsi al Guarani, club dove visse la miglior stagione della sua carriera: nel 1981 infatti segnò 38 reti nel campionato Paulista, tra i migliori risultati di sempre; solo Pelé e Feitiço avevano segnato di più nel campionato statale. Dopo il Guarani Mendonça militò in Ponte Preta, Cruzeiro, Rio Branco-ES, Colorado e Paulista.

### Nazionale
Ha giocato sei partite per il Brasile, venendo incluso tra i convocati per il campionato del mondo 1978. Debuttò il 10 aprile 1978 in una partita non ufficiale contro i sauditi dell'Al-Ahli; sostituì l'infortunato Zico durante Argentina 1978.

## Palmarès

### Club

#### Competizioni nazionali
- Campionato Pernambucano: 1

Náutico: 1974
- Campionato paulista: 1

Palmeiras: 1976
- Campionato brasiliano di seconda divisione: 1

Guarani: 1981

### Individuale
- Bola de Prata: 1

1979
- Capocannoniere del Campionato Pernambucano: 1

1974 (24 gol)
- Capocannoniere del Campionato Paulista: 1

1981 (38 gol)
- Capocannoniere del Campeonato Brasileiro Série B: 1

1981 (11 gol)